# Джорджтаун (Сент-Винсент и Гренадины)
Джорджтаун (англ. Georgetown) — небольшой город, расположенный на наветренном (восточном) побережье острова Сент-Винсент. Является крупнейшим городом и административным центром округа Шарлотта (Сент-Винсент и Гренадины). Численность населения — 6585 человек (2012).
Город был первой столицей Сент-Винсента.